# Famille Curie
Cette page explique l’histoire ou répertorie les différents membres de la famille Curie.
Pour les articles homonymes, voir Curie.
La famille Curie est une illustre famille française de scientifiques, originaire du Doubs, dont les membres ont remporté au cours de leur carrière cinq prix Nobel dans le domaine des sciences et un prix Nobel de la paix.

## Prix Nobel
Au total, les membres de la famille Curie ont remporté au cours de leur carrière cinq prix Nobel dans le domaine des sciences :
- en 1903, le prix Nobel de physique pour Pierre et Marie Curie[1], première femme à recevoir un prix Nobel ;
- en 1911, le prix Nobel de chimie pour Marie Curie[2], seule personne à avoir obtenu deux prix Nobel dans deux disciplines scientifiques distinctes ;
- en 1935, le prix Nobel de chimie pour Frédéric et Irène Joliot-Curie[3].

En outre, au cours de la direction du Fonds des Nations unies pour l'enfance (UNICEF) par Henry Labouisse, l'Unicef reçoit en 1965 le prix Nobel de la paix.

## Liens de filiation entre les personnalités notables
- Pierre Etienne Curie (29 décembre 1743 à Montbéliard - 25 avril 1799 à Vieux-Charmont), lieutenant au régiment Suisse de Sonnenberg, bourgeois de Montbéliard. Le 17 juillet 1777 en l'église de Sainte-Suzanne à Montbéliard, il épouse Anne Françoise Eberhardine Duvernoy (1754-1831)[4].
  - Paul Curie (16 novembre 1799 à Grand-Charmont - 5 octobre 1853 à Londres), médecin, humaniste. Le 15 septembre 1825 à Mulhouse, il épouse Augustine Hofer, fille de Jean Hofer[5], fille de Jean Hofer (1772-1814), industriel, et arrière-petite-fille de Jean-Henri Dollfus père (1724-1802), lui-même petit-fils du savant et mathématicien bâlois Jean Bernoulli (1667-1748).
    - Eugène Curie (1827-1910), médecin. Il épouse Sophie-Claire Depouilly (1832-1897).
      - Jacques Curie (1855-1941), physicien. Le 15 octobre 1896 à Paris, il épouse Marie Virginie Masson (1856-1945), ce qui légitime ses deux enfants qu'il avait reconnus au préalable.
        - Madelaine Lucie Curie (1886-1989) épouse Samuel Adrien Rouquette le 6 janvier 1910 à Montpellier.
          - Annie Rouquette (1910-1991)[6].
          - Geneviève Jessie Rouquette (1914-1975)[7], bibliothécaire. Elle épouse Francis Gérard Laborde (1914-2002)[8] puis elle épouse en secondes noces François Marie Frédéric Mahoudeau (1907-1980)[9]. Elle est auteure d'ouvrages d'histoire locale sous le nom de Jessie Mahoudeau.

        - Maurice Curie (1888-1975), physicien. Il épouse Raymonde Simonin (1897-1979).
          - Daniel Curie (1927-2000), physicien. Il épouse Germaine Buchader.

      - Pierre Curie (1859-1906), physicien, prix Nobel de physique en 1903. Il épouse Marie Skłodowska-Curie (1867-1934), physicienne, chimiste, prix Nobel de physique en 1903 et prix Nobel de chimie en 1911, fille de Wladyslaw Sklodowski (1832-1902) et de Bronislawa Boguska (1834-1878), sœur de Bronia Dluska (épouse de Kazimierz Dłuski), d'Helena Szalay et de Józef Skłodowski.
        - Irène Curie (1897-1956), physicienne, prix Nobel de chimie en 1935. Elle épouse Frédéric Joliot (1900-1958), physicien, prix Nobel de chimie en 1935, fils d'Henri Joliot et d'Émilie Roederer.
          - Pierre Joliot (1932), biologiste. Il épouse Anne Gricouroff, biologiste, fille de Georges Gricouroff, radiologiste, et de Colette Rodet, pédiatre, sœur de Nadine Gricouroff.
            - Marc Joliot, neuroscientifique.
            - Alain Joliot, biologiste.

          - Hélène Langevin-Joliot (1927), physicienne nucléaire. Elle épouse Michel Langevin (1926-1985), physicien, fils d'André Langevin et de Luce Dubus, petit-fils de Paul Langevin et de Jeanne Desfosses.
            - Françoise Langevin-Mijangos, directrice adjointe de FranceAgriMer. Elle épouse Christian Mijangos, cadre.
              - Antoine Mijangos, secrétaire de direction.

            - Yves Langevin (1951), astrophysicien.

        - Ève Curie (1904-2007), écrivaine, journaliste, pianiste, diplomate. Elle épouse Henry Labouisse (1904-1987), diplomate américain, prix Nobel de la paix au nom de l'Unicef en 1965.

## Arbre généalogique

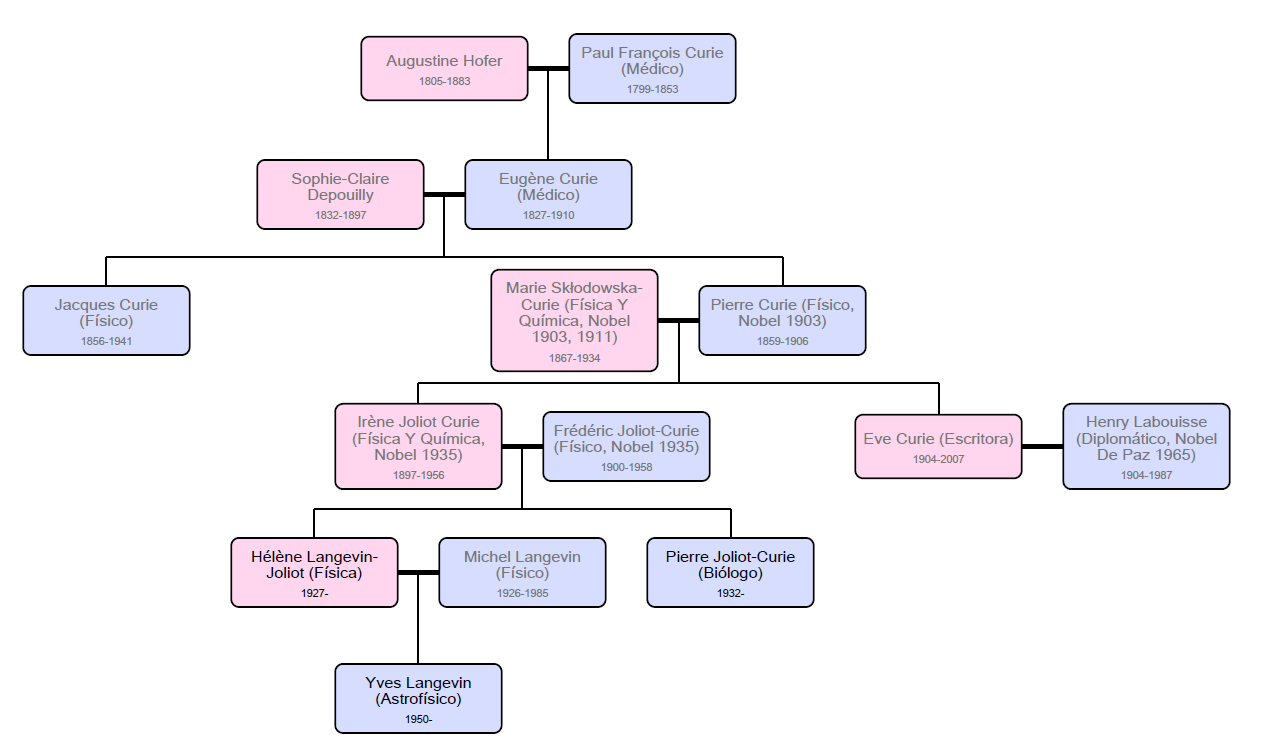
Arbre généalogique

## Photographies

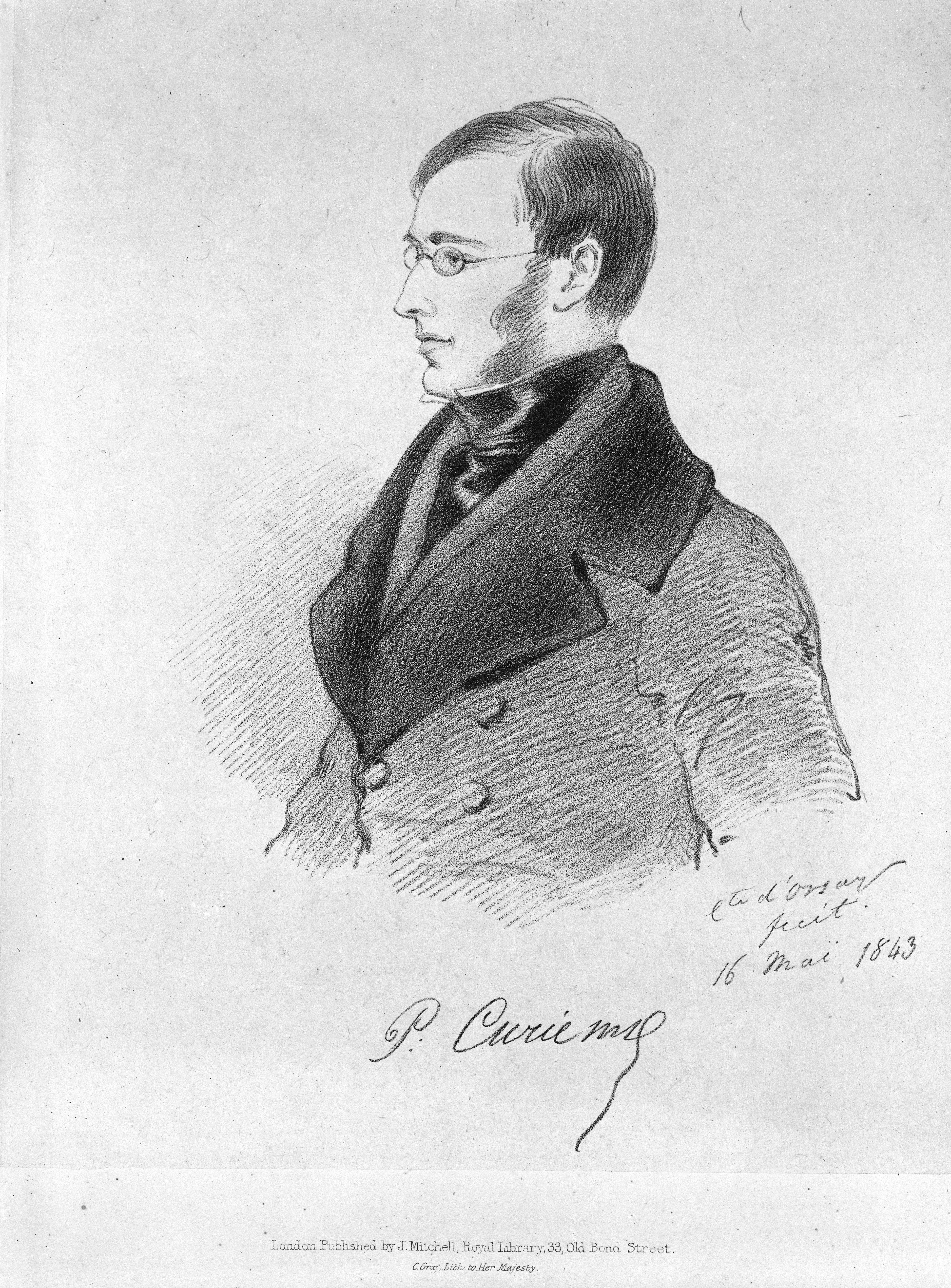
Le médecin Paul Curie, lithographie, 1843.
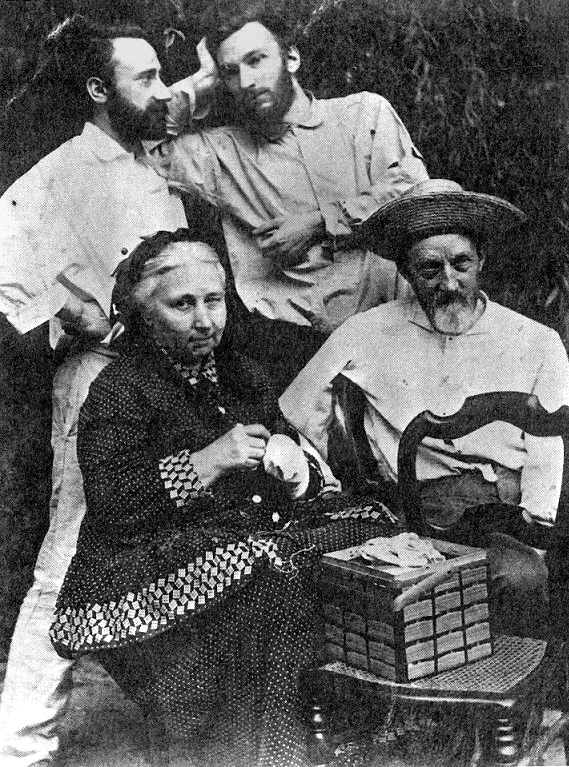
Jacques Curie, Pierre Curie, Sophie-Claire Depouilly et Eugène Curie vers 1878.
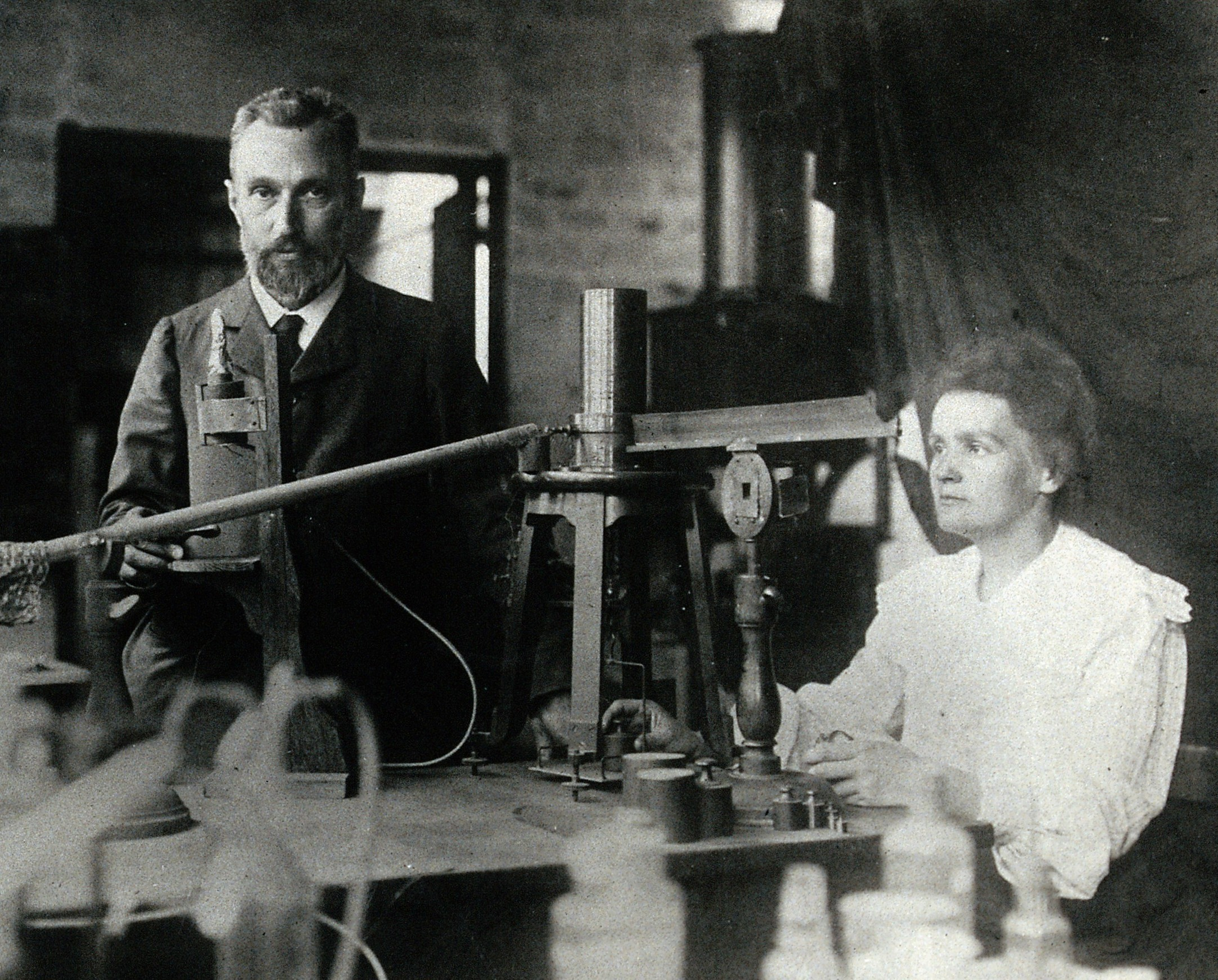
Pierre et Marie Curie dans leur laboratoire vers 1904.
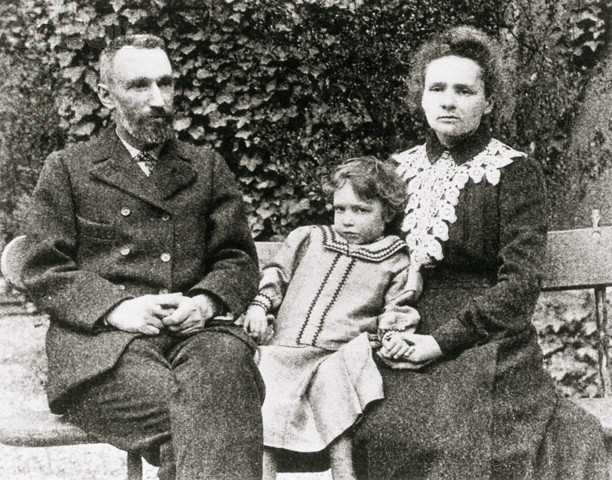
Pierre et Marie Curie avec leur fille Irène vers 1903.
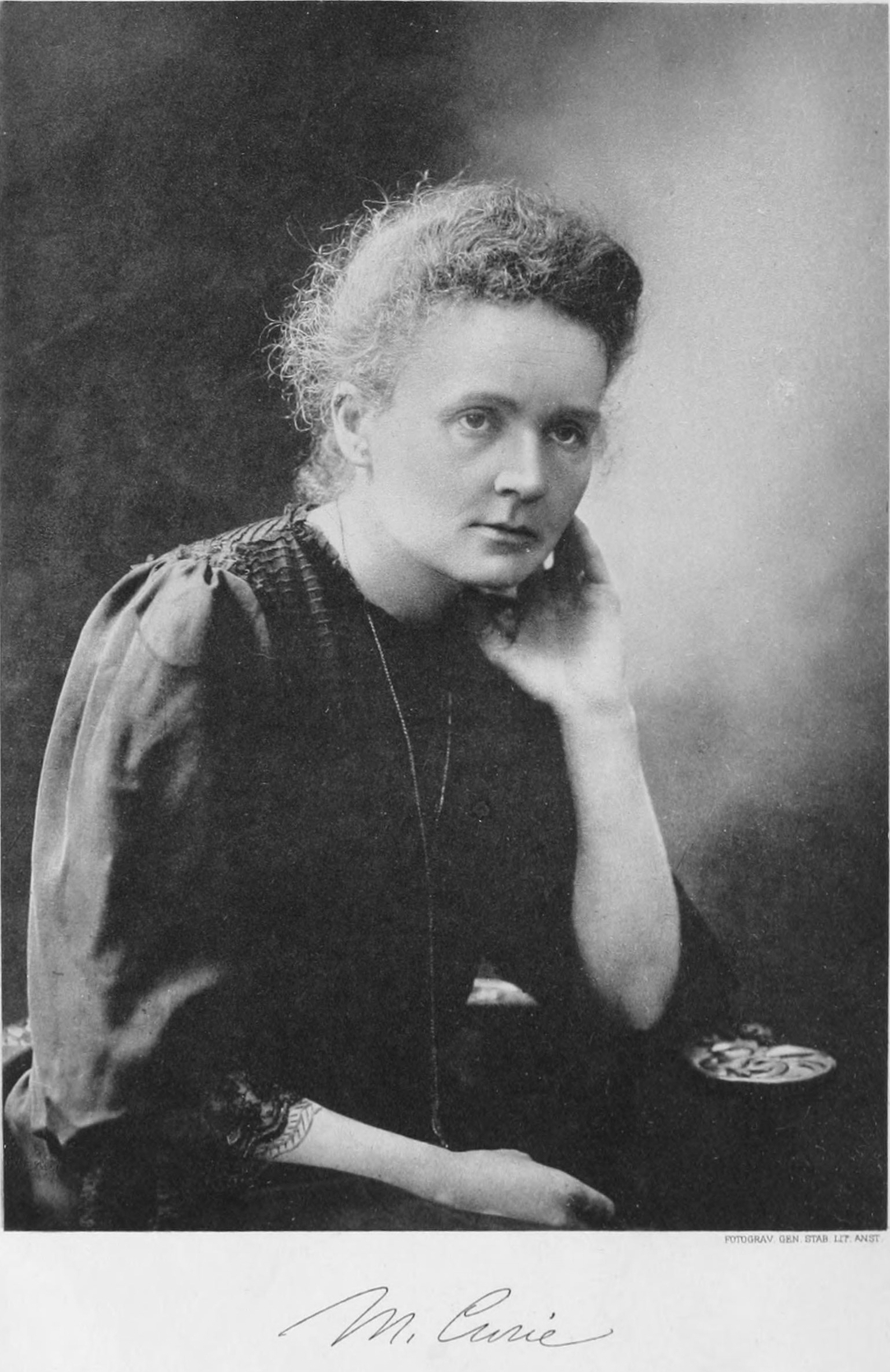
Marie Skłodowska-Curie, prix Nobel en 1903 et en 1911.
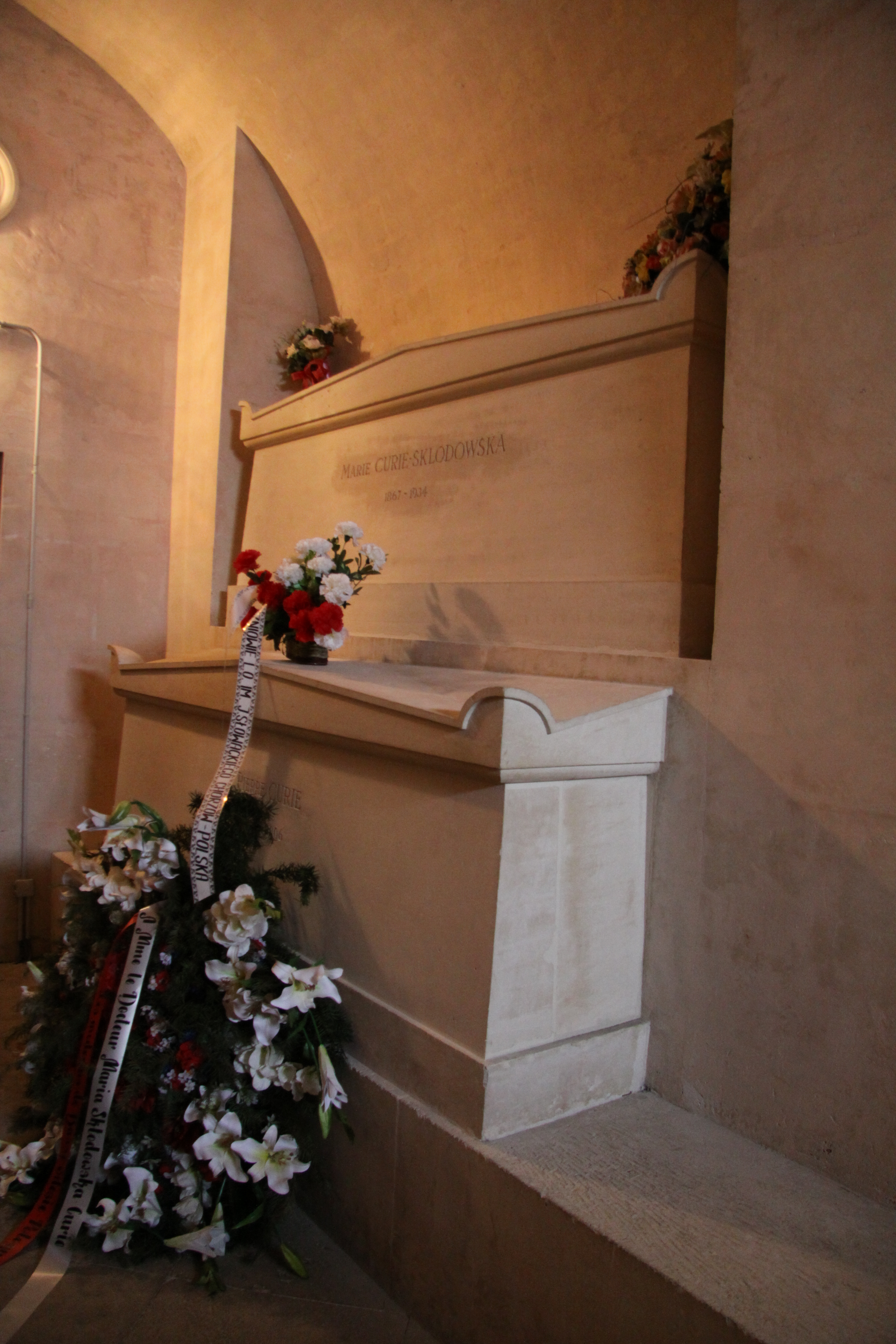
Tombeaux de Pierre et Marie Curie au Panthéon de Paris (depuis 1995).
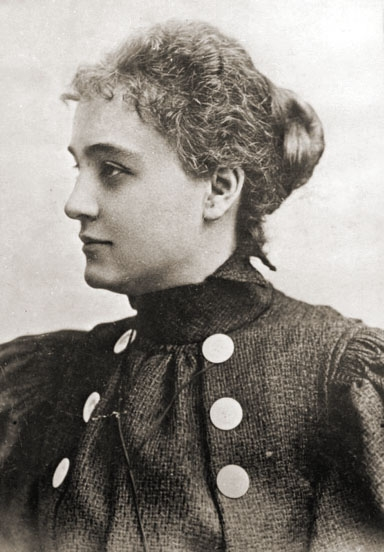
Helena Szalay, sœur de Marie Curie.
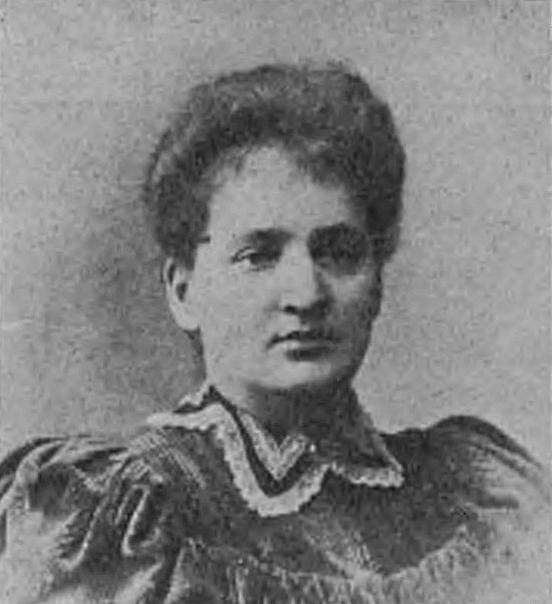
Bronia Dluska, sœur de Marie Curie, en 1901.
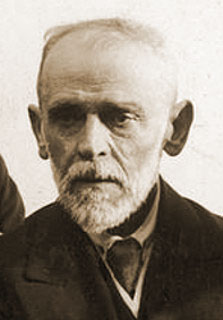
Kazimierz Dłuski, beau-frère de Marie Curie, en 1926.
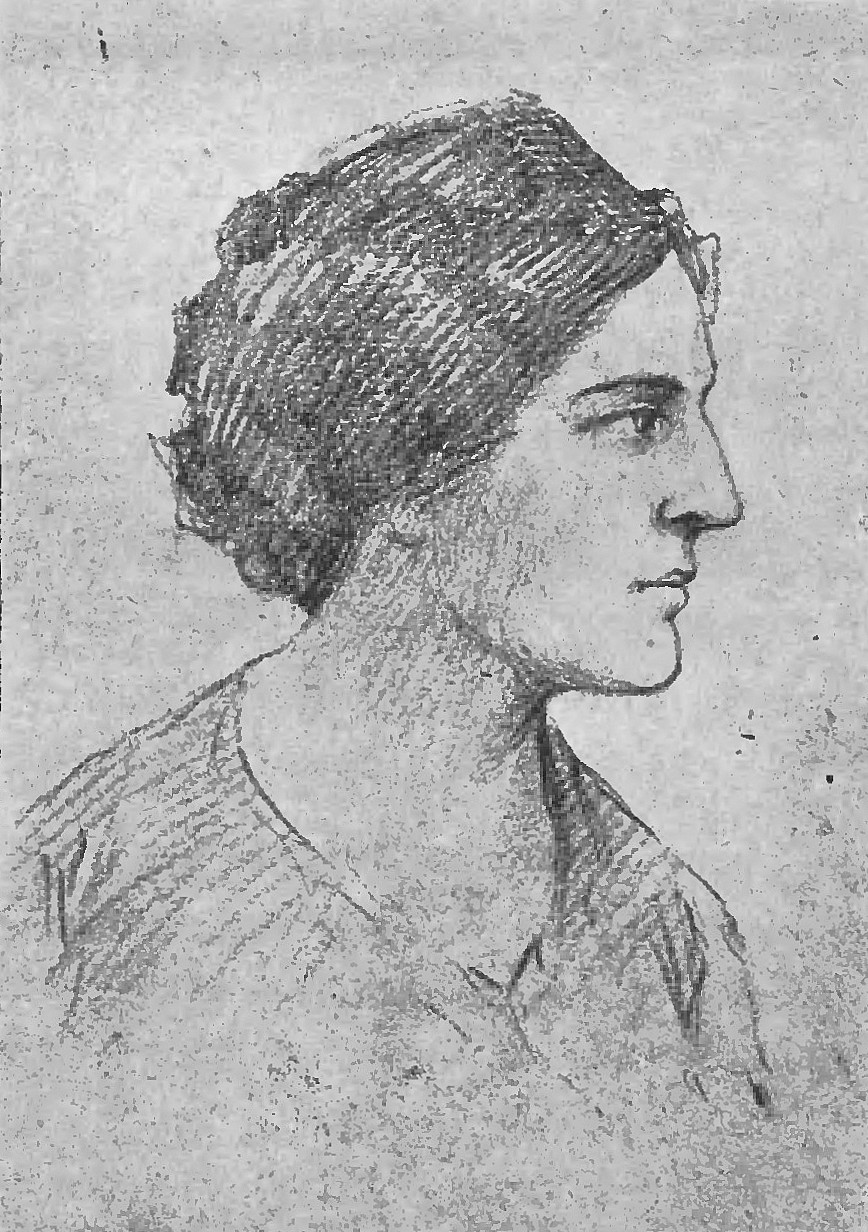
Helena Dluska, nièce de Marie Curie.
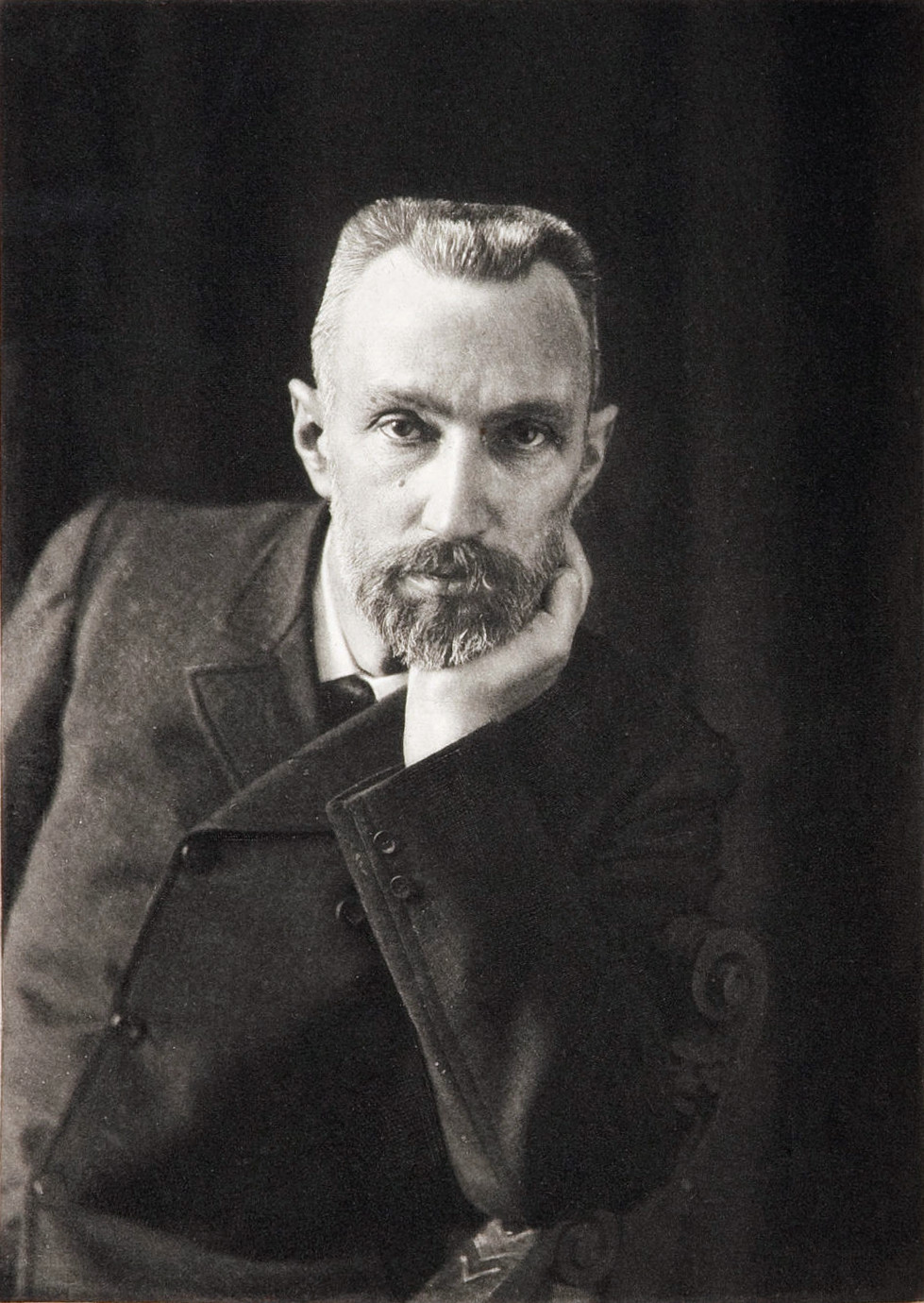
Portrait de Pierre Curie vers 1906.
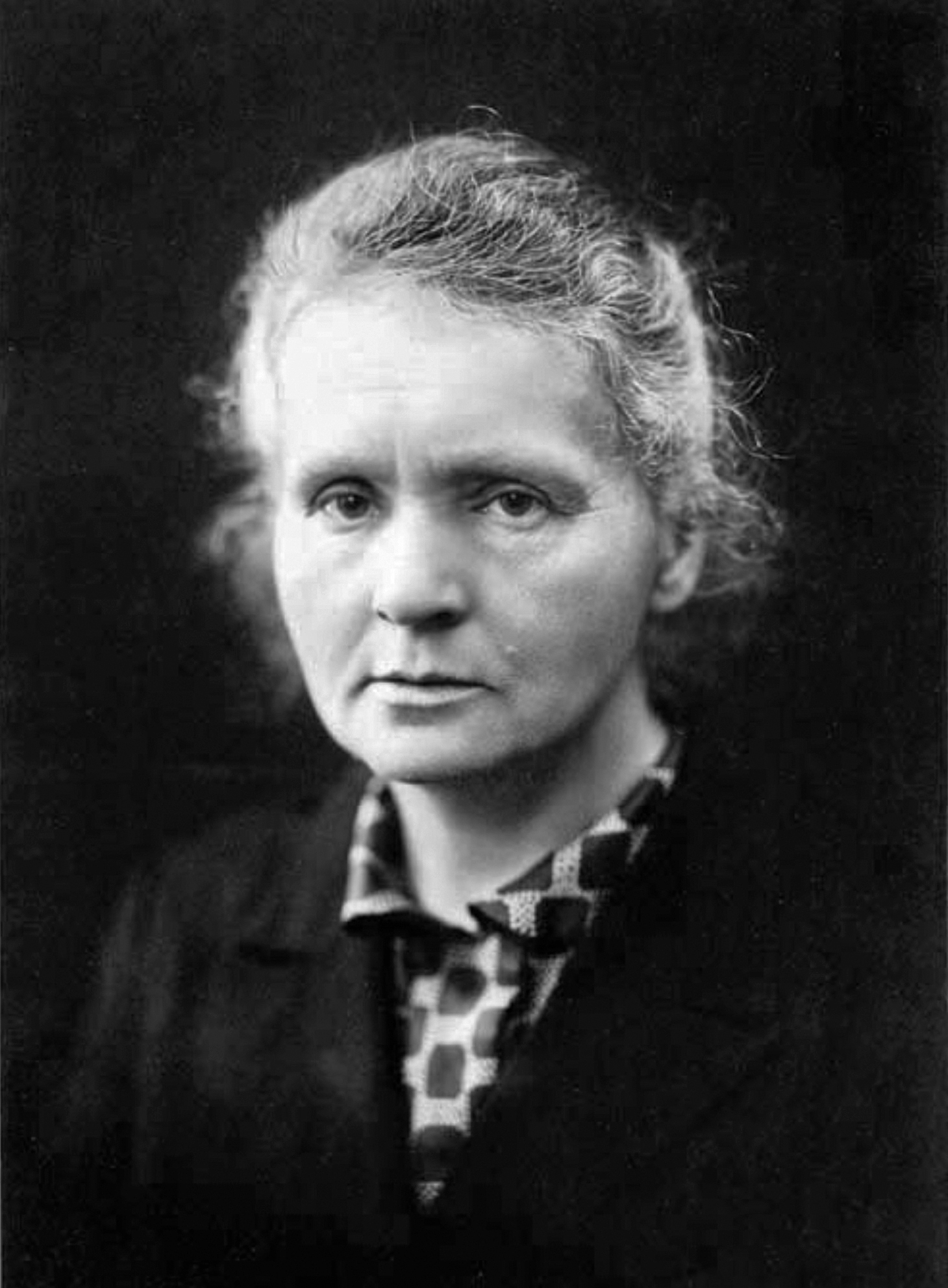
Marie Skłodowska-Curie vers 1920.
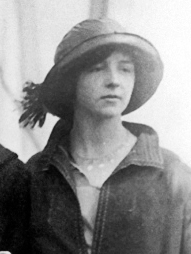
Ève Curie en 1921.
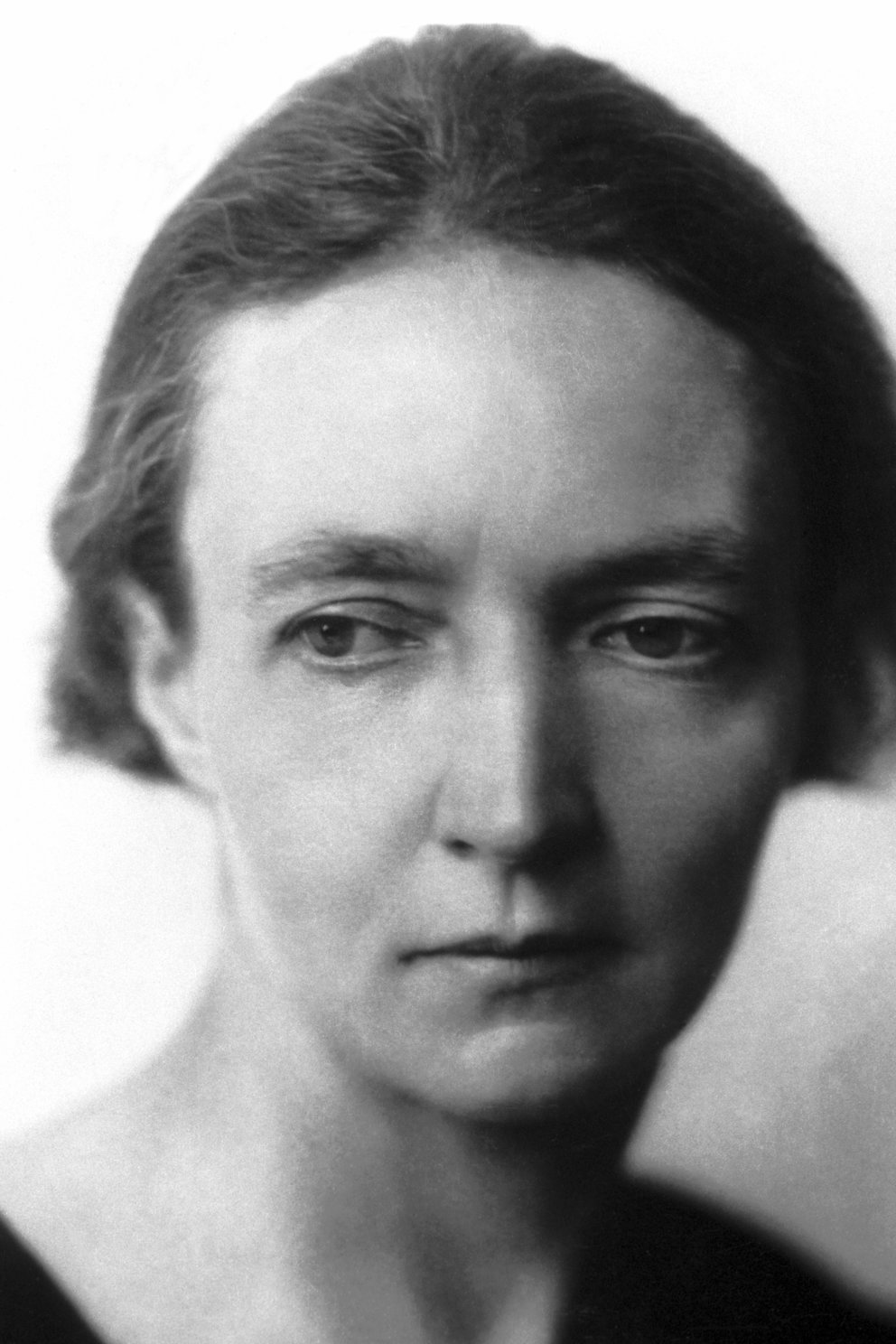
Irène Joliot-Curie en 1935.
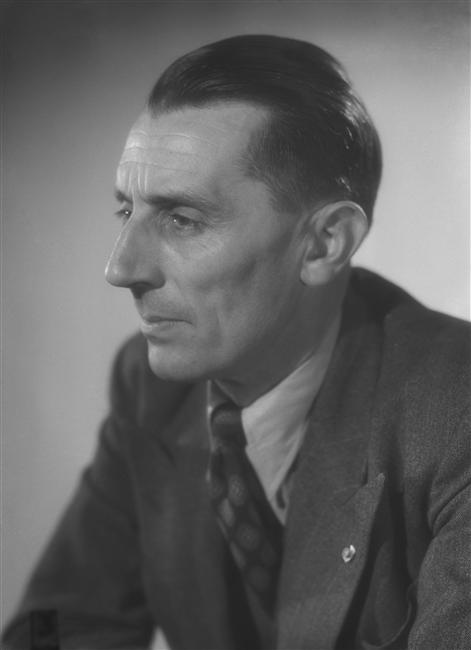
Frédéric Joliot-Curie en 1948.
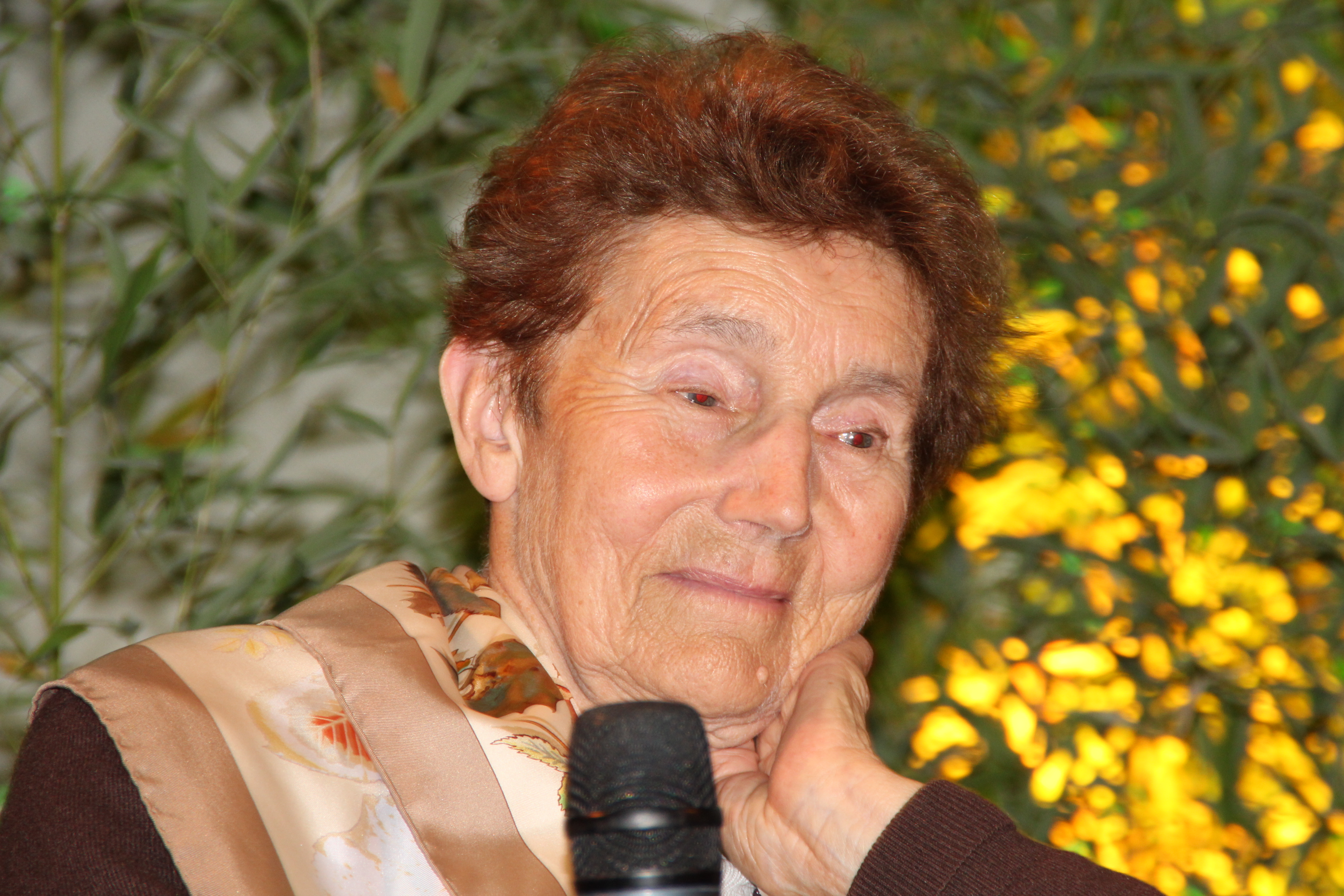
Hélène Langevin-Joliot, fille de Frédéric et Irène Joliot-Curie, en 2012.
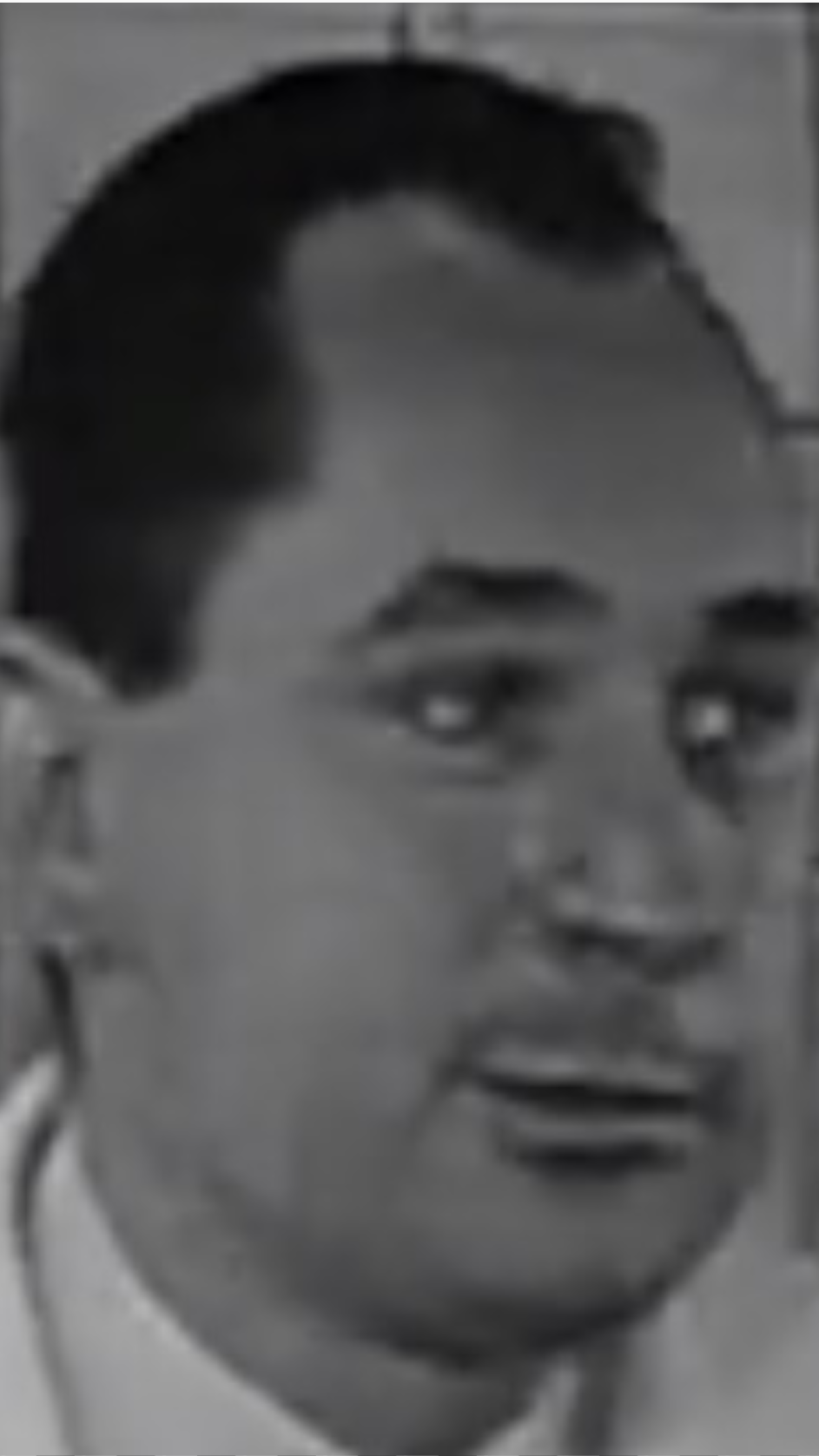
Michel Langevin, petit-fils de Paul Langevin et époux d'Hélène Langevin-Joliot.
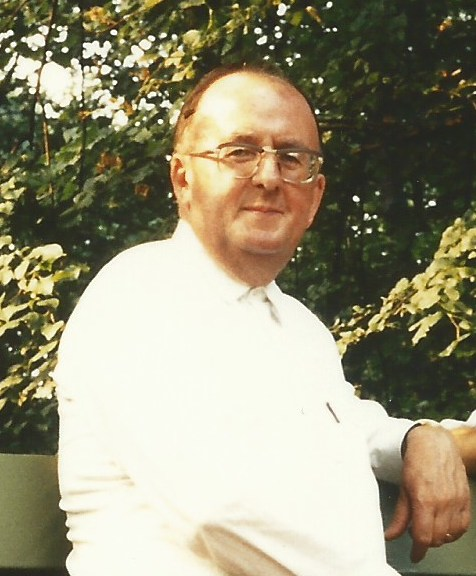
Daniel Curie, fils de Maurice Curie, en 1988.